# Millersport
Millersport és una població dels Estats Units a l'estat d'Ohio. Segons el cens del 2000 tenia 963 habitants.

## Demografia
Segons el cens del 2000, Millersport tenia 963 habitants, 403 habitatges, i 276 famílies. La densitat de població era de 371,8 habitants/km².
Dels 403 habitatges en un 34,5% hi vivien nens de menys de 18 anys, en un 51,6% hi vivien parelles casades, en un 13,4% dones solteres, i en un 31,3% no eren unitats familiars. En el 25,6% dels habitatges hi vivien persones soles el 8,9% de les quals corresponia a persones de 65 anys o més que vivien soles. El nombre mitjà de persones vivint en cada habitatge era de 2,39 i el nombre mitjà de persones que vivien en cada família era de 2,85.
Per edats la població es repartia de la següent manera: un 25,8% tenia menys de 18 anys, un 8,1% entre 18 i 24, un 31% entre 25 i 44, un 23,2% de 45 a 60 i un 11,9% 65 anys o més.
L'edat mediana era de 37 anys. Per cada 100 dones de 18 o més anys hi havia 81,5 homes.
La renda mediana per habitatge era de 42.361 $ i la renda mediana per família de 47.596 $. Els homes tenien una renda mediana de 36.333 $ mentre que les dones 24.598 $. La renda per capita de la població era de 19.678 $. Aproximadament el 6,2% de les famílies i el 5,9% de la població estaven per davall del llindar de pobresa.

## Poblacions més properes
El següent diagrama mostra les poblacions més properes.